# Snežatno
Snežatno je naselje v Občini Brda.